# Porcellanella triloba
Porcellanella triloba is een tienpotigensoort uit de familie van de Porcellanidae. De wetenschappelijke naam van de soort is voor het eerst geldig gepubliceerd in 1852 door White.